# Big, Bigger, Biggest
Big, Bigger, Biggest (Alternativtitel: Giganten der Moderne) ist eine US-amerikanische Dokumentarreihe über architektonisch besondere Bauwerke. Sie wurde zwischen 2008 und 2009 produziert.

## Konzept
Die Sendung widmet sich Bauwerken, die aufgrund ihrer Innovation und Vorreiterrolle hervorstechen. Dabei geht die Sendung auf die technischen, logistischen, architektonischen und wirtschaftlichen Herausforderungen bei der Planung, beim Bau und bei der Wartung ein. Es werden Interviews mit Experten geführt, Computeranimationen gezeigt, Hintergründe beleuchtet und Momentaufnahmen gezeigt, auch von nicht für die Öffentlichkeit bestimmten Arealen.

## Produktion und Veröffentlichung
Die Sendung wurde von 2008 bis 2009 in den USA produziert. Dabei entstanden drei Staffeln mit 20 Folgen. Für die Produktion war Windfall Films verantwortlich.
Erstmals ausgestrahlt wurde die Sendung am 24. April 2008. Die deutsche Erstausstrahlung fand am 6. Oktober 2008 auf National Geographic Channel statt. Weitere Ausstrahlungen erfolgten auf N-tv und Kabel eins Doku.

## Episodenliste

### Staffel 1
| Nr. | Bauwerk/Titel                 | englische Erstausstrahlung |
| 1   | Heathrow Airport              | 24. April 2008             |
| 2   | Der Burj Dubai Wolkenkratzer  | 10. April 2008             |
| 3   | Die Akashi Kaikyo Brücke      | 17. April 2008             |
| 4   | Der Flugzeugträger USS Nimitz | 3. April 2008              |

### Staffel 2
| Nr. | Bauwerk/Titel                                            | deutsche Erstausstrahlung | englische Erstausstrahlung |
| 5   | Der Gotthard-Basistunnel                                 | 18. Januar 2010           | 28. Juli 2009              |
| 6   | Die „USS Pennsylvania“ – das Super-U-Boot                | 15. März 2010             | 4. August 2009             |
| 7   | Die Antonow 124 – Das größte Transportflugzeug der Welt  | 22. März 2010             | 11. August 2009            |
| 8   | Perdido Spar – Die Megabohrinsel                         | 15. Februar 2010          | 18. August 2009            |
| 9   | Singapore Flyer – das größte Riesenrad der Welt          | 8. März 2010              | 29. September 2009         |
| 10  | Die Internationale Raumstation ISS                       | 22. Februar 2010          | 8. September 2009          |
| 11  | Der Drei-Schluchten-Damm                                 | 8. Februar 2010           | 15. September 2009         |
| 12  | Die „Independence of the Seas“ – Der Luxusliner          | 1. März 2010              | 1. September 2009          |
| 13  | Japans Superarena (Ōita Bank Dome)                       | 1. Februar 2010           | 25. August 2009            |
| 14  | Das größte Teleskop der Welt (Large Binocular Telescope) | 25. Januar 2010           | 22. September 2009         |

### Staffel 3
| Nr. | Bauwerk/Titel                                                            | deutsche Erstausstrahlung | englische Erstausstrahlung |
| 15  | Der Panama-Kanal                                                         | 13. Oktober 2011          | 5. Juli 2011               |
| 16  | Eisbrecher der Superlative (Timofey Guzhenko)                            | 20. Oktober 2011          | 19. Juli 2011              |
| 17  | Die Londoner-U-Bahn                                                      | 27. Oktober 2011          | 12. Juli 2011              |
| 18  | Das sicherste Gefängnis der Welt (North Branch Correctional Institution) | 3. November 2011          | 2. August 2011             |
| 19  | Canton Tower – Fernsehturm der Superlative                               | 10. November 2011         | 26. Juli 2011              |
| 20  | Der schnellste Zug der Welt (Train à grande vitesse)                     | 17. November 2011         | 9. August 2011             |